# Andréi Guelásimov

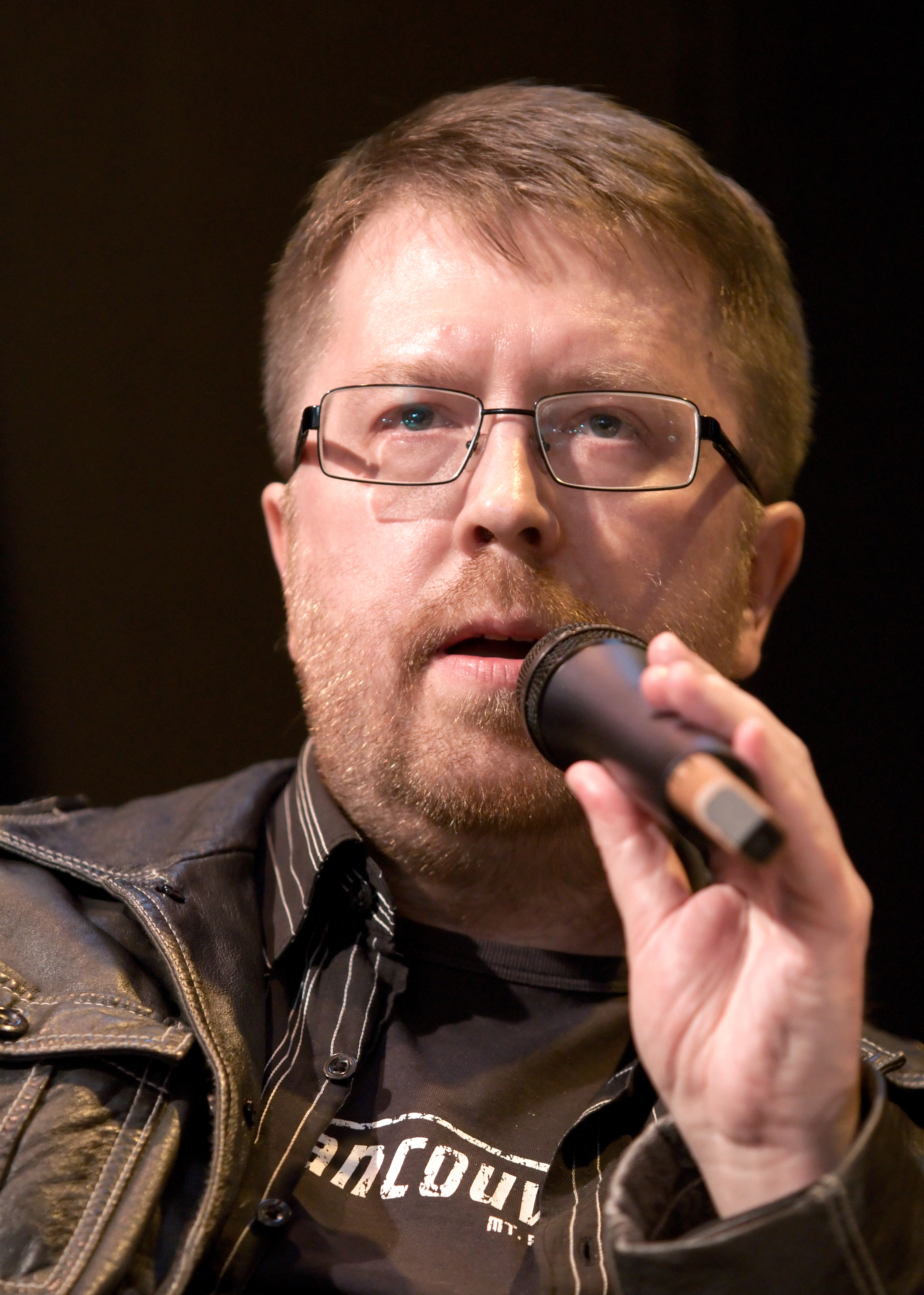
Andréi Guelásimov en Salon du livre de Paris en marzo de 2010.

Andréi Valérievich Guelásimov (Irkutsk, Unión Soviética, 7 de octubre de 1965) es un escritor y traductor ruso moderno. 
Estudió en la facultad de lenguas extranjeras de la Universidad Estatal de Yakutia, Yakutsk (se graduó en 1987). De 1988 a 1992 estudió en la facultad de directores de escena en la Academia Rusa de Arte Teatral (GITIS). De 1996 a 1997 pasó el período de prueba en la Universidad de Hull (Gran Bretaña). En 1997 presentó en Moscú su tesis doctoral, dedicada a los motivos orientales en la obra de Oscar Wilde. Trabajó como docente en la Universidad Estatal de Yakutia en Yakutsk. Vive en Moscú desde 2002. 
Debutó como escritor en 2001. 
Ha sido galardonado con diversos premios, entre los que destacan el Prix de la Découverte en el Salon du livre de Paris (2005) y el Premio Best-seller Nacional (2009) por su novela Los dioses de estepa. 
Sus libros han sido traducidos a muchas lenguas, entre ellas el inglés, el alemán, el francés, el español, el catalán, el chino, el serbio, el checo, el hebreo, el estonio, el letón, el húngaro y el sueco.

## Obras escogidas
- Fox Mulder se parece a cerdo (2001) - Фокс Малдер похож на свинью
- El año de engaño (2003) - Год обмана
- La Sed (2005) - Жажда
- Raquel (2007) - Рахиль
- Los díoses de estepa (2008) - Степные боги (el Premio Best-seller Nacional)
- La casa en la Calle del Lago (2009) - Дом на Озёрной
- El anillo del lobo blanco (2010) - Кольцо Белого Волка